# あわて床屋
あわて床屋（あわてとこや）は北原白秋作詞、山田耕筰作曲の日本の童謡。

## 概要
1923年に発表。内容はカニの床屋と、客であるウサギのユーモラスなやりとりが面白おかしく描かれており、子供達にとって親しみのもてる内容。戦前からレコードが複数発売されており時代を越えて歌われている童謡である。
- 戦前のSPレコードの例：作詞：北原白秋詩、作曲：山田耕筰、唄：宮下禮子、ピアノ：山田耕筰、リーガルレコード、品番：65630-A。

## みんなのうた
NHKの『みんなのうた』でも1961年4月・5月に放送された。1961年4月は、みんなのうたが初めて放送された月である。1960年代のものは大部分の映像、音声が失われているが、この曲の映像、音声は現存していてDVD化されている。編曲は冨田勲が担当し、歌はボニージャックス、映像は劇団かかし座製作による影絵。
『みんなのうた』での放送後、視聴者からの楽譜の希望が多かった曲の一つである。
それから5年後の1966年4月・5月にリメイク版が放送、歌手はボニージャックスのままだが、編曲は越部信義、映像は久里洋二製作によるアニメーションに代わった。
双方とも長期に渡り再放送されなかったが、第1作が2003年6月・7月に地上波の『なつかしのみんなのうた』で再放送され、その後2007年8月6日・同年10月8日・2008年1月1日に、衛星第2テレビの『なつかしのみんなのうた』で再放送された。その後2021年6月には番組開始60周年を記念して、番組前半部に『トレロカモミロ』とメドレー形式で放送（後半部は本曲と同時期放送の『誰も知らない』）、全曲とも曲に対する視聴者からのコメントを添えて放送した。一方のリメイク版は映像、音声ともに見つかっておらず現在も再放送されていない。